# Pseudobagrus eupogoides
Pseudobagrus eupogoides es una especie de peces de la familia Bagridae en el orden de los Siluriformes.

## Distribución geográfica
Se encuentra en Sichuan (China ).